# Néanthe de Cyzique
Néanthe (en grec ancien Νεάνθης) est un orateur et historien grec du IVe siècle av. J.-C., natif de Cyzique en Propontide, élève de Philiscos de Milet, un disciple lui-même d’Isocrate. On a conservé de lui certains récits des morts d’Héraclite, Périandre, et ses ouvrages ont servi de source aux Vies, doctrines et sentences des philosophes illustres du doxographe Diogène Laërce.

## Ouvrages
Auteur de panégyriques, il a également entre autres écrit des traités : 
- Histoire de la Grèce (en quatre livres)
- Sur l’Affectation oratoire,
- Sur les mystères
- Sur les mythes
- Mémoires des rois d'Athènes
- Helléniques
- Vies des hommes illustres
- Pythagoriques
- De la Purification
- Annales
- Histoire de Cyzique[1]
- Athénée parle d’un ouvrage intitulé Rituels d'initiation[2]

## Sources
Diogène Laërce, Vies, doctrines et sentences des philosophes illustres [détail des éditions] (lire en ligne)